# Century 21 Exposition
Die Century 21 Exposition war eine Weltausstellung, die vom 21. April bis zum 21. Oktober 1962 in Seattle stattfand und von 6,6 Millionen Menschen besucht wurde. Die Ausstellungsfläche betrug 29,9 Hektar und 24 Länder waren vertreten. Im Gegensatz zu vielen anderen Weltausstellungen konnte die Expo in Seattle einen Gewinn erzielen.

## Geschichte
Die Weltausstellung stand im Zeichen des Wettlaufs ins All, was auch damals viele Amerikaner begeisterte. Während die Sowjetunion den Sputnik-Satelliten vorstellte, zeigten die USA auf der Ausstellung die Friendship-7-Raumkapsel. Auch amerikanische Firmen wie z. B. Ford Motor Company oder Boeing gingen auf das Thema Raumfahrt ein.
Auch der zum Wahrzeichen der Stadt gewordene 184 Meter hohe Aussichtsturm Space Needle thematisierte im Aussehen und im Namen die Raumfahrt. Eine weitere Attraktion war der Bubbleator, ein Aufzug aus Plexiglas, der die Besucher in die „Welt der Zukunft“ entführte.
Da sich das Messegelände etwa zwei Kilometer vom Stadtzentrum befand, wurde zur Überbrückung der Distanz eine Einschienenbahn gebaut. Auch die Bahn, die heute als Seattle Center Monorail verkehrt, gehört zu den Hinterlassenschaften der Weltausstellung.